# Joshua Davis
Joshua Davis (San Diego, California, 13 de junio de 1971) es un diseñador gráfico estadounidense, tecnólogo, artista de nuevos medios y autor de dos libros sobre el uso de la tecnología para crear arte digital. 
Desde 1995 ha realizado todo tipo de proyectos de diseño gráfico, ilustración, diseño web y arte digital para artistas, empresas y entidades como Pepsi, Adidas o Adobe.

## Trayectoria
Cursó estudios de arte y diseño en el Instituto Pratt de Nueva York, aunque de forma autodidacta aprendió a programar en JavaScript y poco después ActionScript el lenguaje de programación utilizado en Macromedia Flash.
Fue pionero en el uso de Macromedia Flash, una de las herramientas de edición multimedia fundamentales en los inicios del diseño web. Su sitio web Praystation.com, en donde publicaba sus experimentos audiovisuales[cita requerida] fue una de las primeras comunidades on-line en compartir archivos Flash (.FLA) de código abierto. En el año 2005,la compañía Adobe adquirió el software de edición Macromedia Flash y poco después dejó de desarrollarlo, este hecho motivó que Davis volviera a empezar de cero, pero esta vez experimentando con el lenguaje de programación para gráficos Processing, lenguaje con el que continúa creando proyectos y compartiendo librerías de código para el framework HYPE.
Actualmente reside en Nueva York, imparte conferencias por todo el mundo y es considerado todo un referente en diseño con nuevos medios.

## Premios y reconocimientos
En el año 2001 recibió el premio Prix Ars Electronica Golden Nica en la categoría Net Excellence. Sus diseños fueron seleccionados para la exposición "National Design Triennial: Design Life Now" comisariada por Ellen Lupton, exposición que tuvo lugar en el Smithsonian’s Cooper-Hewitt, Museo Nacional del del Diseño en el año 2003.